# L'accademia dei vampiri
L'accademia dei vampiri (Vampire Academy) è una serie paranormal romance e urban fantasy, scritta dalla scrittrice statunitense Richelle Mead, e narra le vicende di Rose Hathaway, una dhampir di diciassette/diciotto anni che si allena come guardia del corpo della sua migliore amica Vasilisa "Lissa" Dragomir, una moroi. Mentre impara come sconfiggere gli strigoi, Rose intreccia una relazione proibita con il suo istruttore, Dimitri Belikov.

## I libri
La serie è composta da sei volumi, pubblicati in Italia da Rizzoli a partire dal 2009. A dicembre 2010, la serie aveva venduto complessivamente più di 4,5 milioni di copie cartacee. Ha fatto il suo debutto nella New York Times Best Seller list nel 2008 con la pubblicazione di Shadow Kiss, classificatosi quarto. Anche i romanzi successivi sono comparsi nella classifica, e Spirit Bound si è posizionato alla prima posizione poco dopo essere stato pubblicato.
- L'accademia dei vampiri (Vampire Academy, 2007, ISBN 978-1-59514-174-3), novembre 2009.[4]
- Morsi di ghiaccio (Frostbite, 2008, ISBN 978-1-59514-175-0), 5 maggio 2010.[5]
- Il bacio dell'ombra (Shadow Kiss, 2008, ISBN 978-1-59514-197-2), 2 marzo 2011.[6]
- Promessa di sangue (Blood Promise, 2009, ISBN 978-1-59514-198-9), 23 novembre 2011.[7]
- Anime legate (Spirit Bound, 2010, ISBN 978-1-59514-250-4), 29 gennaio 2014.[8]
- L'ultimo sacrificio (Last Sacrifice, 2010, ISBN 978-1-59514-306-8), 5 febbraio 2014.[8]

### Spin-off:Bloodlines
Bloodlines è uno spin-off di sei romanzi, avente diversi personaggi.
- Bloodlines (2011[10])
- The Golden Lily (2012)
- The Indigo Spell (2013)
- The Fiery Heart (2013)
- Silver Shadows (2014)
- The Ruby Circle (2015)

## Caratteristiche dei personaggi

### Moroi
Sono una delle tre classi di vampiri nella saga dei libri. Sono i vampiri buoni, nemici degli Strigoi. Sono alti, magri e legati alle tradizioni; si nutrono del sangue dei volontari che si presentano per donare loro il sangue, i Donatori, dal momento che essere morsi dai vampiri è una specie di droga, che ti fa sentire bene e al sicuro. I Moroi hanno dodici casate reali, di cui non tutti i Moroi fanno parte. I reali, in quanto tali, sono privilegiati, soprattutto per quanto riguarda la questione dei guardiani. Quest'ultimi, vivono per proteggerli, perché gli Strigoi aspirano a bere il sangue di un Moroi, poiché li rende ancor più forti e invulnerabili. Ogni Moroi controlla in particolare un elemento: fuoco, aria, terra e acqua; esiste anche l'elemento dello spirito, rarissimo da possedere, che permette di manipolare le persone, guarirle e resuscitarle, come ha fatto Lissa con Rose quando avevano 15 anni. Esso però rischia di condurre alla pazzia, per questo i Moroi che lo possiedono, fanno di tutto pur di affievolirne gli effetti collaterali.

### Strigoi
Gli Strigoi sono una delle tre classi di vampiri nella saga dei libri. Sono i vampiri malvagi, nemici dei Moroi che si nutrono del sangue di umani e Dhampir, ma prediligono quello dei Moroi, poiché li rende ancor più potenti e invulnerabili. Sono potenti e molto difficili da uccidere, infatti esistono solo tre modi per ucciderli: conficcargli un paletto d'argento nel cuore (ogni Dhampir impara ad usarlo a scuola), decapitarli o bruciarli. Per diventare Strigoi, bisogna bere il sangue di una persona fino ad ucciderla. Questo atto può anche essere compiuto volontariamente, cosa che hanno fatto i genitori di Christian Ozera.

### Dhampir
I Dhampir sono il frutto dell'unione tra Moroi e umani. Di conseguenza sono una "specie sterile", cioè non si possono riprodurre tra di loro. Tuttavia, per una bizzarria della natura, se essi si riproducono con Umani o Moroi, hanno figli Dhampir. Sono quindi di vitale importanza i rapporti tra Dhampir e Moroi, seppur per la società scandalosi (nella società Moroi sono mal visti sia i matrimoni tra Dhampir, poiché essi devono dedicare la vita a proteggere i Moroi, sia quelli tra Dhampir e Moroi, infatti i rapporti tra quest'ultimi vengono spesso consumati in segreto) perché se Dhampir e Moroi smettessero di avere dei rapporti, la specie dei Dhampir si estinguerebbe. Nel libro infatti i Dhampir sono rimasti in pochi, per questo la regina Tatiana, nel penultimo libro, approverà una nuova legge che dice che i Dhampir potranno diventare Guardiani non più alla maggiore età, ma a 16 anni. Possiamo dire che i Dhampir hanno preso "il meglio" tra le due specie: infatti sono più forti, veloci, agili, hanno riflessi più pronti e sono più resistenti rispetto agli umani; a differenza dei Moroi il sole non gli dà fastidio (i raggi solari non sono mortali per i Moroi come per gli Strigoi, ma hanno un effetto negativo sulla loro pelle e li affatica molto, per questo l'orario diurno dei Moroi corrisponde al nostro orario notturno) e, anche rispetto a loro sono più forti, ma non possiedono il potere di controllare un elemento; fin da piccoli vengono allevati per proteggere i Moroi, in quanto fisicamente adatti per essere le loro "guardie del corpo", e quindi vengono allenati duramente in accademie (come la Saint Vladimir) a stretto contatto con i Moroi.

## Personaggi principali
Rosemarie "Rose" Hathaway: Ha diciassette anni ed è una Dhampir, cioè una ragazza per metà umana e per metà vampira. È una ragazza molto sarcastica, irriverente, arguta e impulsiva, carattere che la mette spesso nei guai. Ha i capelli folti e scuri, quasi neri, la pelle ambrata e gli occhi castani, Quando aveva quindici anni, morì in un incidente stradale, ma Lissa la resuscitò, collegandole spiritualmente: in questo modo, Rose può leggerle nel pensiero, vedere il mondo attraverso i suoi occhi e sentire le sue emozioni. La ragazza si allena per diventare la guardiana di Lissa, sua migliore amica. Nel primo libro, per rimettersi in pari con gli altri studenti, viene affidata al guardiano Dimitri Belikov, di cui s'innamora. Ha una relazione difficile con sua madre, Janine Hathaway, una guardiana molto nota che crede l'abbia abbandonata. In Promessa di sangue parte per la Siberia, in cerca di Dimitri e conosce la sua famiglia. Nell'ultimo libro è lei a uccidere Victor Dashkov.
Vasilisa "Lissa" Dragomir: È una Moroi, l'ultima della sua casata, i Dragomir. È una ragazza dolce, premurosa e molto altruista. Il suo elemento è lo spirito, che le permette di guarire e far resuscitare le persone, oltre a donarle un forte potere di coercizione. È la migliore amica di Rose, che ha resuscitato quando aveva quindici anni dopo che la ragazza morì in un incidente stradale, durante il quale perse la vita anche l'intera famiglia di Lissa, composta da madre, padre e fratello, Andre. Da quel momento, le due ragazze sono spiritualmente collegate. un anno prima degli avvenimenti del primo libro, Lissa si sentiva seguita e aveva paura che qualcuno le facesse del male: fu per questo che Rose la portò via dalla St. Vladimir, vivendo insieme per due anni nel mondo degli umani. È fidanzata con Christian Ozera. Nell'ultimo libro, intraprenderà la competizione per diventare regina; ma secondo una legge, si può regnare solo se si ha un'altra membro della casata. In seguito infatti, scoprirà di avere una sorella, figlia illegittima di suo padre e diventerà regina della società dei vampiri.
Dimitri Belikov: È un Dhampir di ventiquattro anni di origini siberiane. È molto riservato e asociale ma molto rispettato dagli altri guardiani. Ha cinque sorelle, che nel penultimo libro, Rose conoscerà. Viene assegnato a Rose come suo mentore e se ne iinnamora. Entrambi cercheranno di reprimere i loro sentimenti ma in Bacio dell'ombra, i due capiranno di amarsi veramente e accetteranno i sentimenti che provano l'uno per l'altra. Verrà trasformato in Strigoi e grazie allo spirito di Lissa tornerà ad essere un dhampiri. Nell'ultimo libro respingerà Rose, incolpandosi di tutto quello che ha fatto mentre era Strigoi. Nel primo libro viene assegnato a Lissa come guardiano assieme a Rose, successivamente nell'ultimo libro diventa guardiano di Christian Ozera.
Christian Ozera: È un Moroi di una casata reale caduta in disgrazia, da quando i genitori di Christian decisero volontariamente di diventare Strigoi. Da allora Christian è diventato un ragazzo riservato e solitario, poco inserito alla St.Vladimir. È alto, magro, con i capelli neri e gli occhi azzurri. È molto legato a sua zia Tasha. Nel primo libro si innamora di Lissa, nonostante le proteste di Rose, alla quale il ragazzo non piace, e viceversa. Comunque dopo che in Morsi di ghiaccio, vengono rapiti insieme, il loro rapporto migliora, arrivando a essere amici.
Adrian Ivashkov: È un Moroi di alto lignaggio, che compare in Morsi di ghiaccio. È descritto come un ragazzo affascinante, con i capelli castani spettinati ad arte e i tratti tipici dei Moroi. Oltre a Lissa, ha anche lui come elemento lo spirito; a differenza sua non può resuscitare i morti, ma in compenso ha la capacità di entrare nei sogni altrui. Per attenuare gli effetti dello Spirito, Adrian ha il vizio del bere e di fumare. Fin da subito sviluppa un'attrazione per Rose, che la ragazza capirà solo dopo essere sincera. I due si mettono insieme in Anime Legate, nonostante le proteste della prozia di Adrian, la Regina Tatiana. Lascerà la ragazza nell'ultimo libro accusandola di pensare solo a se stessa.

## Personaggi secondari
- Tasha Ozera

Appartenente alla casata degli Ozera e zia di Christian, Tasha è una donna grintosa, pratica e affascinante. sul lato destro del viso, ha una cicatrice, fattasi nel tentativo di proteggere Christian dai suoi genitori trasformati in Strigoi. Dopo quell'episodio, Tasha impara a combattere e a difendersi, nonostante sia proibito per i Moroi. È molto amica di Dimitri, soprannominato affettuosamente "Dimka". È lei la colpevole dell'assassinio della regina Tatiana nel penultimo libro. Cerca i tutti i modi di incolpare Rose, perché gelosa della relazione della ragazza con Dimitri.
- Victor Dashkov

È un Moroi di casata reale. Ha solo quarant'anni ma a causa della malattia da cui è afflitto sembra molto più anziano. Era amico del padre di Lissa, e per questo la tratta quasi come una figlia. Alla fine del primo libro, rapisce Lissa, torturandola affinché lei curi la sua malattia; era infatti lui a far trovare a Lissa tutti quegli animali morti, con l'aiuto di sua figlia Natalie.
- Tatiana Ivashkov

Regina della società dei vampiri e prozia di Adrian. Non approva la relazione tra Rose e il nipote mentre tenta in tutti i modi di incoraggiare una relazione fra lui e Lissa. Nel penultimo libro promulga una legge secondo cui i Dhampir entrino in servizio a sedici anni e non più a diciotto. Viene trovata morta nel suo letto con un paletto conficcato nel cuore. 
- Mason Ashford

Dhampir di diciassette anni, amico di Rose che va alla St.Vladimir. È un ragazzo dai capelli rossicci e il colorito pallido, spiritoso e alla mano. Si diverte a stuzzicare Rose per la quale ha una cotta. Nel secondo libro, i due intraprendono una relazione, importante per lui, nonostante Rose sia ancora innamorata di Dimitri. Insieme a Rose, Christian e Mia, viene rapito da alcuni Strigoi in Morsi di ghiaccio. I ragazzi riescono a scappare ma all'ultimo, Mason viene ucciso, tentando di difendere Rose. Il suo fantasma perseguiterà la ragazza per tutto il terzo libro. 
- Eddie Castile
- Mia Rinaldi
- Jil Mastrano
- Janine Hathaway
- Alberta Petrov
- Avery Lazar
- Sydney Sage
- Ibrahim "Abe" Mazur

## Adattamenti

### Film cinematografico
A giugno 2010, Preger Entertainment opzionò i diritti cinematografici di Vampire Academy. Il 6 luglio, il produttore Don Murphy si unì al team. Il 17 dicembre 2012 venne annunciato che la sceneggiatura sarebbe stata scritta da Dan Waters, mentre il 1º febbraio 2013 furono comunicati i ruoli degli attori che avrebbero interpretato, rispettivamente, Rose Hathaway, Lissa Dragomir e Dimitri Belikov: Zoey Deutch, Lucy Fry e Danila Kozlovsky.

### Graphic novel
Una graphic novel basata sul primo romanzo, adattata da Leigh Dragoon e illustrata da Emma Vieceli, fu pubblicata il 23 agosto 2011. A maggio 2012 seguì l'adattamento del secondo romanzo.

### Serie TV
A dicembre 2020, la scrittrice e sceneggiatrice Lisa Smith ha annunciato la realizzazione di una serie televisiva ispirata ai romanzi. La serie è stata pubblicata settimanalmente sulla piattaforma Peacock TV nell'autunno 2022 in tutti i paesi in cui il servizio è disponibile.